# Rio Turvo (vattendrag i Brasilien, São Paulo, lat -23,75, long -47,83)
Rio Turvo är ett vattendrag i Brasilien.   Det ligger i delstaten São Paulo, i den södra delen av landet, 900 km söder om huvudstaden Brasília.
Omgivningarna runt Rio Turvo är en mosaik av jordbruksmark och naturlig växtlighet. Runt Rio Turvo är det ganska glesbefolkat, med 38 invånare per kvadratkilometer.